# Giampaolo Medda
Giampaolo Medda (Villasor, 8 agosto 1927 – Cagliari, 3 maggio 2017) è stato un hockeista su prato italiano.
Ha partecipato al torneo maschile dei giochi della XVII Olimpiade nel 1960 e dei giochi della XV Olimpiade nel 1952.